# Crassula rogersii
Crassula rogersii är en fetbladsväxtart som beskrevs av Schönl.. Crassula rogersii ingår i släktet krassulor, och familjen fetbladsväxter. Inga underarter finns listade i Catalogue of Life.

## Bildgalleri

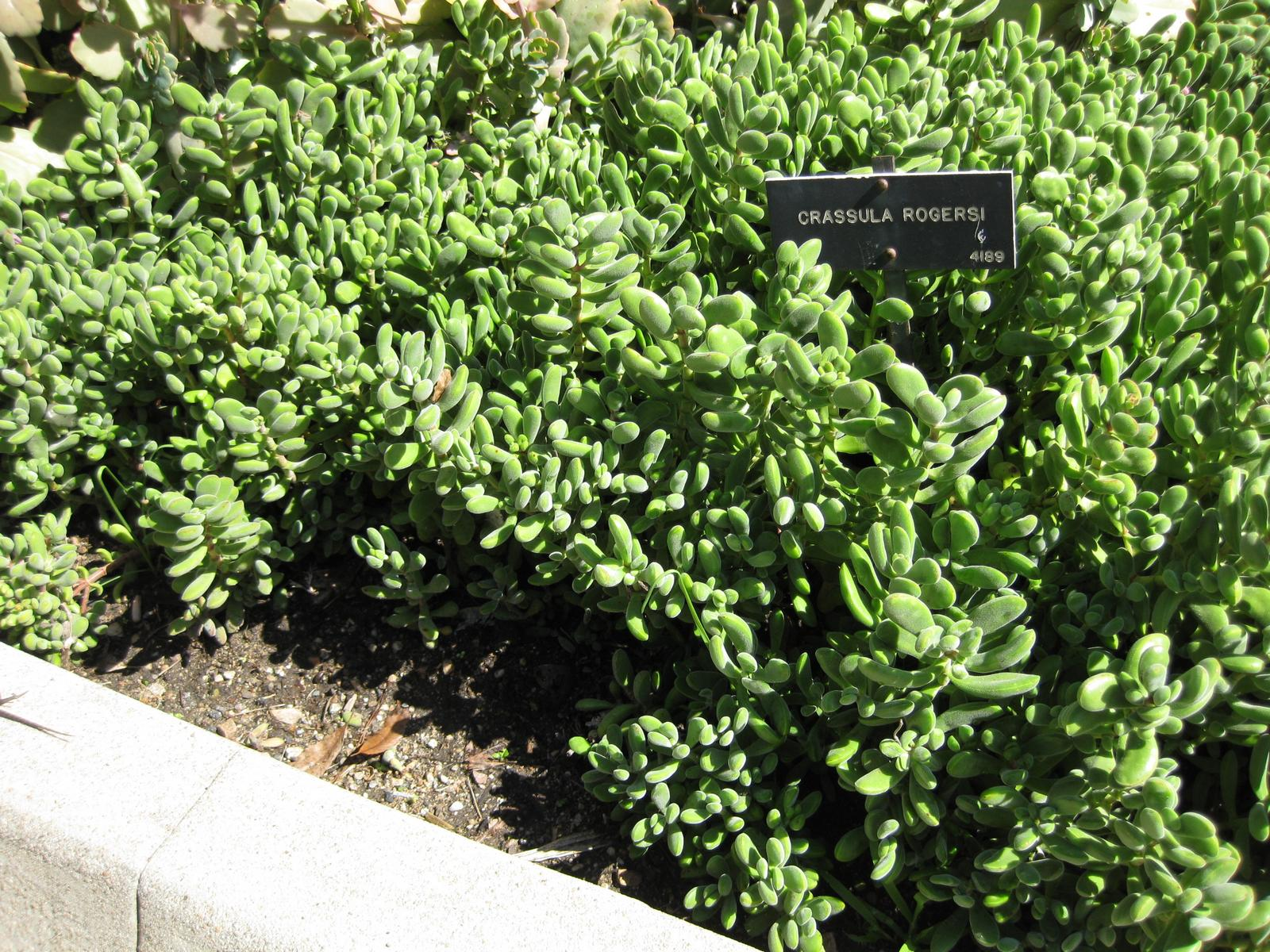
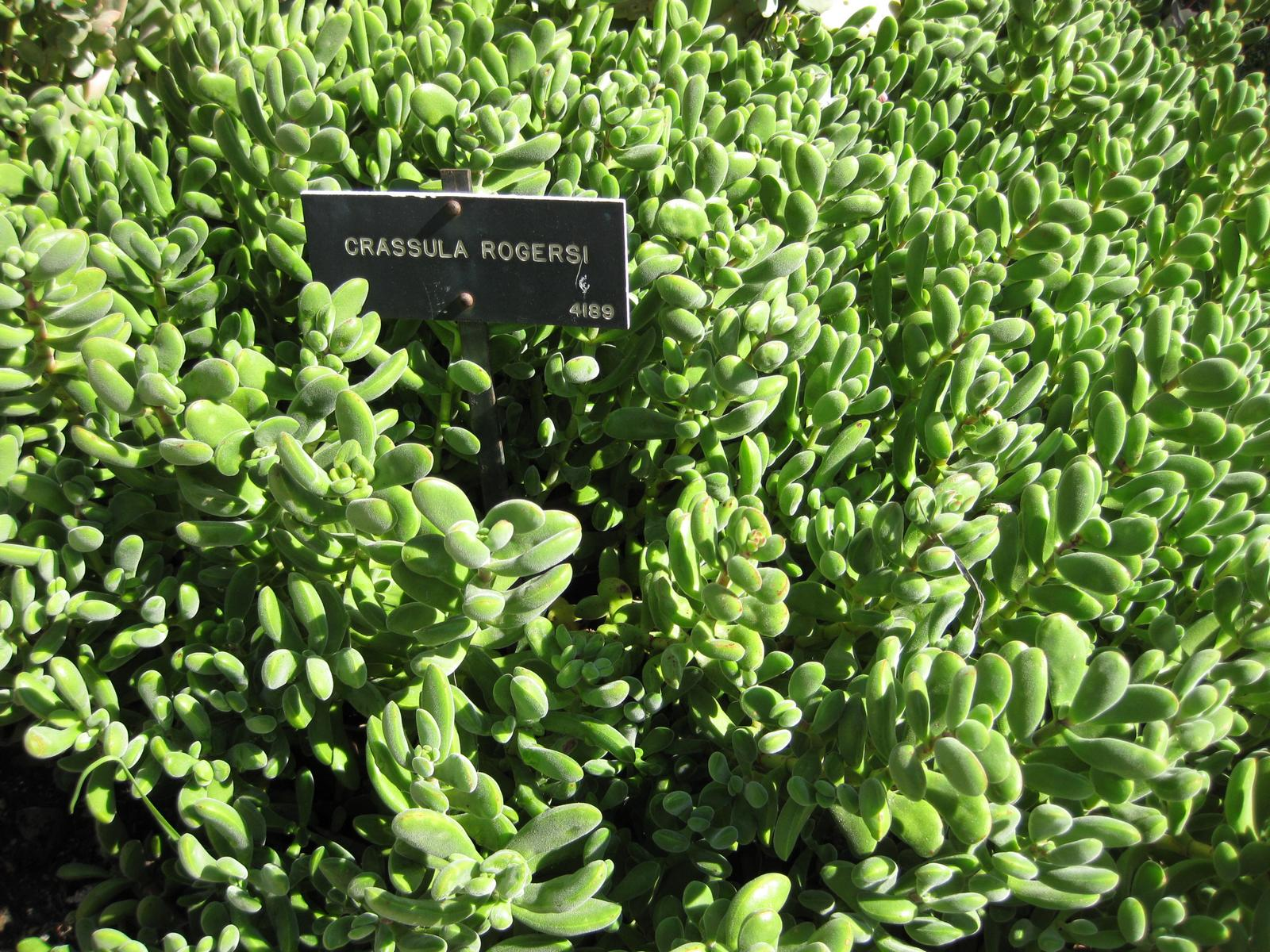
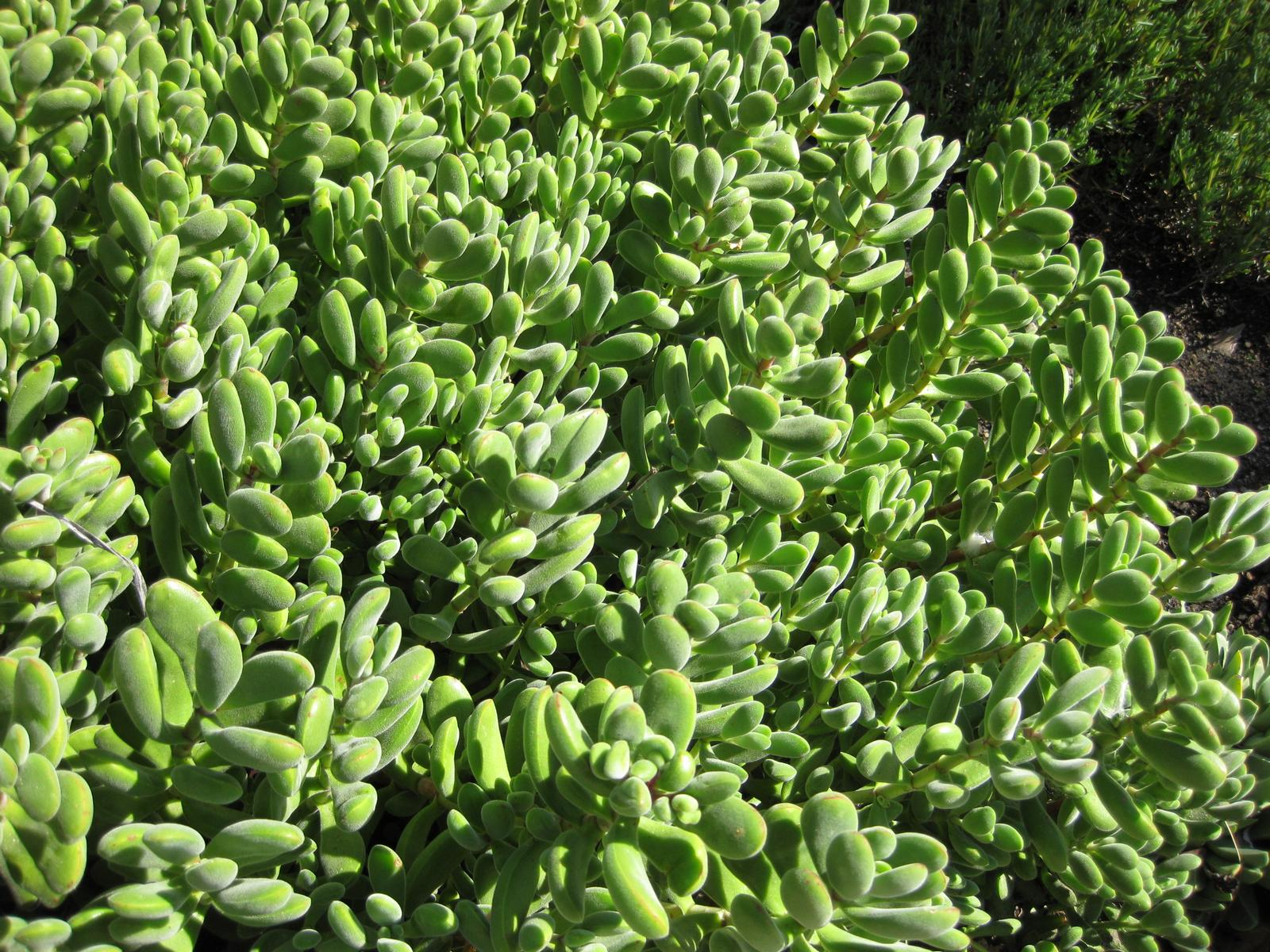